# Goldene Kamera 2014
Die Verleihung der Goldenen Kamera 2014 fand am 1. Februar 2014 erstmals im Hangar sechs und sieben auf dem Gelände des ehemaligen Flughafens Tempelhof in Berlin statt. Es war die 49. Verleihung dieser Auszeichnung. Die Moderation übernahm zum fünften Mal in Folge Hape Kerkeling erstmals zusammen mit Michelle Hunziker. Die Verleihung wurde live zur Hauptsendezeit im ZDF übertragen.
Die Leser konnten in der Kategorie Bester TV-Koch ihre drei Favoriten wählen. Die Jury bestand aus Iris Berben, Martina Hill, Nico Hofmann, Sandra Maischberger, Til Schweiger sowie den Mitgliedern aus der Hörzu-Redaktion Christian Hellmann (Chefredakteur), Julia Brinckman (stellvertretende Chefredakteurin) und Sabine Goertz-Ulrich (stellvertretende Ressortleiterin Aktuelles). Sie gaben im Vorfeld der Veranstaltung an mehreren Terminen seit dem 5. Dezember 2013 ihre Abstimmungsergebnisse für Nominierungen und einige der Preisträger bekannt.

## Preisträger und Nominierungen

### Beste Musik national
Tim Bendzko

### Beste Unterhaltung
Guido Maria Kretschmer

### Lebenswerk national
Bruno Ganz

(Laudatio: Senta Berger)

### Bester Fernsehfilm
Unsere Mütter, unsere Väter, ZDF
Hattinger und die kalte Hand, ZDF
Operation Zucker, Das Erste

(Laudatio: Iris Berben)

### Bester deutscher Schauspieler
Thomas Thieme – Der Tote im Watt, Gestern waren wir Fremde, Das Adlon. Eine Familiensaga
Jörg Hartmann – Weissensee, Tatort
Edgar Selge – Verbrechen nach Ferdinand von Schirach, Hattinger und die kalte Hand

(Laudatio: Katja Flint, Anna Schudt und Martina Gedeck)

### Beste deutsche Schauspielerin
Nadja Uhl – Operation Zucker
Josefine Preuß – Das Adlon. Eine Familiensaga
Katharina Schüttler – Unsere Mütter, unsere Väter

(Laudatio: Herbert Knaup)

### Beste Nachwuchsschauspielerin
Emilia Schüle (Hörzu Nachwuchspreis)

### Leserwahl „Bester TV-Koch“
Die Hörzu-Leser konnten in der Kategorie Bester TV-Koch vom 31. Oktober bis 2. Dezember 2013 ihre drei Favoriten wählen. Aus der Abstimmung sind anschließend drei Nominierungen hervorgegangen, unter denen die Fernsehzuschauer per Telefonvoting den Sieger kürten.
Horst Lichter – Lafer! Lichter! Lecker! und Küchenschlacht (ZDF)
Steffen Henssler – Topfgeldjäger (ZDF), Grill den Henssler (VOX)
Frank Rosin – Rosins Restaurants (Kabel 1), The Taste (Sat.1)

(Laudatio: Christian Hellmann)
Zur Auswahl in der Leserwahl standen ferner die folgenden TV-Köche:
Martin Baudrexel – Die Küchenchefs (VOX)
Björn Freitag – Einfach und köstlich (WDR Fernsehen)
Ali Güngörmüş – Küchenschlacht (ZDF)
Alexander Herrmann – Küchenschlacht (ZDF), The Taste (Sat.1)
Kolja Kleeberg – Kocharena (VOX)
Vincent Klink – ARD Buffet (Das Erste)
Mario Kotaska – Die Küchenchefs (VOX)
Johann Lafer – Lafer! Lichter! Lecker! und Küchenschlacht (ZDF)
Lea Linster – The Taste (Sat.1)
Tim Mälzer – Tim Mälzer kocht (Das Erste), The Taste (Sat.1)
Stefan Marquard – Küchenschlacht (ZDF)
Nelson Müller – Küchenschlacht (ZDF)
Cornelia Poletto – Polettos Kochschule (NDR Fernsehen, SWR Fernsehen)
Christian Rach – Rach deckt auf (RTL Television)
Rainer Sass – DAS! Wunschmenü (NDR Fernsehen)
Alfons Schuhbeck – Küchenschlacht (ZDF), Meine Bayerische Kochschule (Bayerisches Fernsehen)
Sarah Wiener – Die kulinarischen Abenteuer der Sarah Wiener (Arte)
Ralf Zacherl – Die Küchenchefs (VOX)

### Auszeichnungen für internationale Gäste

#### Bester Schauspieler international
Matthew McConaughey

#### Beste Schauspielerin international
Gwyneth Paltrow

(Laudatio: Heike Makatsch)

#### Lebenswerk Musik
Kool & The Gang

(Laudatio: Howard Carpendale)

#### Lebenswerk international
Diane Keaton

(Laudatio: Friedrich von Thun)